# Одеське градоначальництво
Одеське градоначальництво — адміністративно-територіальна одиниця в Російської імперії, утворена у 1803 році та скасована у 1917 році.
Градоначальництво включало місто Одеса з передмістями та Дальницьку дільницю з хуторами, виділене з губернії через його торговельне значення важливого торговельного порту. Проте градоначальництво входило до складу Одеського повіту, центром якого й була Одеса.
До градоначальництва належало місто Одеса з передмістями Молдаванка, Ближні Млини та Дальні Млини, Балтівка, Бугаївка, Нова Слобідка (Слобідка-Романівка), Тираспольська застава, Пересип, хутори Малий Фонтан, Середній Фонтан, Великий Фонтан, слободи Дмитрівка, Дерібасівка, Чубаївка, Малий Куяльник, Великий Куяльник, Солдатська Слобідка, Воронцівка, села Крива Балка, Усатове, Балтівка, Нерубайське, Гнилякове, Дальник, Татарка, хутори Криві, Великий та Малі Фомині, Холодні, Бурлацькі, Сухий Лиман.
Внутрішньо градоначальництво поділялося на такі поліційні дільниці: Бульварна, Олександрівська, Херсонська, Петропавлівська, Михайлівська, Пересипська та територія порту, а також Дальницько-Приміська дільниця, до якої входило більшість навколишніх сіл, слобід та хуторів. «Міським» поліційним дільницям підпорядковувались лише передмістя Молдаванка, Ближні Млини, Дальні Млини та Тираспольська застава, слободи Балтівка, Бугаївка, Нова Слобідка (Слобідка-Романівка).
Градоначальництво підпорядковувалося безпосередньо міністру внутрішніх справ. По відношенню до земства градоначальництво виконувало роль ще одного, сьомого, повіту губернії. Відтак Одеська міська дума користувалася правами повітового земського зібрання та обирала гласних у відповідні земські зібрання. У адміністративному відношенні підпорядковувалося херсонському губернатору лише по відбуванню військової повинності.
Управлялося градоначальником.

## Площа та населення
Площа становила 43 138 десятин або 414 квадратних верст (47 128, 265 га у сучасних метричних одиницях). З них власне під містом було 646 дес. (705,75 га), під передмістями 1192 дес. (1302,26 га), хутірських земель приватного володіння 10656 дес. (11641,68 га), під ділянками міщанських товариств 10234 дес. (11180,64 га), земель у власності різних відомств та церкви 1119 дес. (1222,5 га), під садами та кладовищами 192 дес. (209,76 га), під міським вигоном 531 дес. (580,11 га), під стрільбищами 609 дес. (665,33 га), під лиманами 2839 дес. (3101,60 га), під шляхами та незручними землями 2719 дес. (2970,5 га). Міських оброчних земель 8972 дес. (9801,19 га).
Населення на 1 грудня 1892 року становило 340526 осіб (178443 чоловіків та 162083 жінки). Православних 195679, євреїв 112235, католиків 19862, протестантів 7921, вірмено-григоріан 1214, караїмів 958, старовірів 934, магометан 919, офіційних баптистів та штундистів 144, різних сповідань 660.
Українців та росіян 188082, євреїв 112235, поляків 13462, німців 8897, греків 5272, французів 1129; інші 11449.
За даними Перепису населення 1897 року, населення Одеси становило 403815 осіб (у тому числі у «міських» дільницях мешкало 380541 особа, а у Дальницькій приміській діяльниці, тобто у сільських умовах — 23274 особи).

## Історія
1795 року в місті діяв магістрат, від 1796 – шестигласна дума.
8 жовтня 1802 року було видано указ, за яким Новоросійську губернію було поділено на три: Катеринославську, Миколаївську та Таврійську. Одеса опинилася у Миколаївській губернії, але через особливе значення міста йому 27 січня 1803 року було відведено власне градоначальництво.
9 березня 1803 року імператор призначив Армана Емманюеля першим градоначальником міста.
Інститут градоначальництва було скасовано у лютому 1917 року. З сільських поселень Дальницько-Приміської дільниці було утворено Дальницьку та Усатівську волості (1921).

## Одеські градоначальники
Див. статтю Градоначальники Одеси.